# Pila (Potůčky)
Pila (německy Brettmühl) je zaniklá vesnice v Krušných horách v okrese Karlovy Vary. Ležela v údolí řeky Černé asi dva kilometry jihovýchodně od Potůčků. Zanikla vysídlením na počátku padesátých let dvacátého století.

## Historie
Doba založení osady není známá, osada je zakreslena až na mapě z druhého vojenského mapování z let 1836–1852. Předpokládá se však, že vznikla již dříve, zřejmě koncem 15. století při osídlování souvisejícím s dolováním rud.
Historické dolování rud v tzv. Bludenském žilném pásmu probíhalo nad levým břehem říčky Černé. Železné rudy se těžily šachtou Vorsehung Gottes, cínowolframové rudy štolou Gründler. Doly nepatřily mezi významné, přesto se po nich dochovalo mnoho pozůstatků hornické činnosti.
Významnější bylo pozdější dolování rud bismutu na opačném břehu říčky. Nejrozsáhlejší důlní díla, otevřená v druhé polovině 19. století, se nacházela v dolovém poli Anna – Michael. V roce 1894 zapříčinil pokles cen bismutu uzavření dolů a během let 1895–1899 se zde prováděly pouze udržovací práce. Teprve v roce 1900 byla těžba obnovena. Poté byla v roce 1901 postavena u štoly Rudolf nová úpravna rudy, na tehdejší dobu moderní, která byla schopna zpracovat až 2 tuny bohaté rudy za den a až 3 tuny chudé rudy za 10 hodin. V roce 1911 byl provoz dolů zastaven. Následovalo několik pokusů o obnovení těžby, které však skončily neúspěšně. Za období let 1883–1904 bylo v dolovém poli Anna – Michael údajně vytěženo 240 tun bismutové rudy s celkovým obsahem 1041 kg bismutu. Protože ze štoly Rudolf vytékala radioaktivní voda, prováděly zde po druhé světové válce Jáchymovské doly průzkum na uranovou rudu. Výsledky však byly negativní.

## Obyvatelstvo
Při sčítání lidu v roce 1921 zde žilo 29 obyvatel (z toho sedmnáct mužů), z nichž byli tři Čechoslováci, 25 Němců a jeden cizinec. Kromě jednoho evangelíka byli římskými katolíky. Podle sčítání lidu z roku 1930 měla vesnice 83 obyvatel: patnáct Čechoslováků a 68 Němců. Většina se jich hlásila k římskokatolické církvi, ale pět bylo členy církve československé a jeden byl bez vyznání.
| Rok            | 1869 | 1880 | 1890 | 1900 | 1910 | 1921 | 1930 | 1950 | 1961 |
| -------------- | ---- | ---- | ---- | ---- | ---- | ---- | ---- | ---- | ---- |
| Počet obyvatel | 49   | 56   | 59   | 66   | 38   | 29   | 83   | 31   | 0    |
| Počet domů     | 6    | 8    | 8    | 8    | 7    | 7    | 9    | 10   | 0    |

## Pamětihodnosti
V osadě stávala kaple svatého Jana Křtitele, kterou před svým domem postavil v roce 1866 místní sedlák Ludwig Korb. Kaple zanikla po druhé světové válce spolu s celou osadou Pila a území bylo zalesněno. Místní atrakcí bylo přírodní koupaliště s výletní restaurací, vybudované ve dvacátých letech 20. století při břehu říčky Černé. Snahou obce Potůčky je obnova tohoto koupaliště.